# Национальная футбольная ассоциация Эсватини
Национальная Футбольная ассоциация Свазиленда (NFAS) — организация, осуществляющая контроль и управление футболом в Свазиленде. Ассоциация была основана в 1968 году. Она организует Национальную футбольную лигу и сборную.